# Episodi de L'uomo nell'alto castello (seconda stagione)
La seconda stagione della serie televisiva L'uomo nell'alto castello è stata resa interamente disponibile sul servizio di video on demand Prime Video il 16 dicembre 2016 negli Stati Uniti d'America.
In Italia la stagione è stata resa disponibile dal 10 febbraio 2017, sempre su Prime Video.
| nº | Titolo originale       | Titolo italiano          | Pubblicazione USA | Pubblicazione Italia |
| -- | ---------------------- | ------------------------ | ----------------- | -------------------- |
| 1  | The Tiger's Cave       | L'antro della tigre      | 16 dicembre 2016  | 3 febbraio 2017      |
| 2  | The Road Less Traveled | La strada meno battuta   | 16 dicembre 2016  | 10 febbraio 2017     |
| 3  | Travelers              | Viaggiatori              | 16 dicembre 2016  | 10 febbraio 2017     |
| 4  | Escalation             | Escalation               | 16 dicembre 2016  | 10 febbraio 2017     |
| 5  | Duck and Cover         | Rannicchiarsi e coprirsi | 16 dicembre 2016  | 10 febbraio 2017     |
| 6  | Kintsugi               | Kintsugi                 | 16 dicembre 2016  | 10 febbraio 2017     |
| 7  | Land O' Smiles         | La terra dei sorrisi     | 16 dicembre 2016  | 10 febbraio 2017     |
| 8  | Loose Lips             | Lingue lunghe            | 16 dicembre 2016  | 10 febbraio 2017     |
| 9  | Detonation             | Deflagrazione            | 16 dicembre 2016  | 10 febbraio 2017     |
| 10 | Fallout                | Ricadute                 | 16 dicembre 2016  | 10 febbraio 2017     |

## L'antro della tigre
- Titolo originale: The Tiger's Cave
- Diretto da: Daniel Percival
- Scritto da: Frank Spotnitz

### Trama
Joe rientra a New York per restituire il film a Smith e rassegnare le sue dimissioni, ma queste vengono rifiutate. Karen e Lem accusano Juliana di tradimento per non aver sparato a Joe, poi la sedano per trasportarla da Hawthorne Abendsen, l'"Uomo nell'Alto Castello". Lì si risveglia in un hangar pieno di pellicole; Abendsen si fa prima raccontare il film non più in un suo possesso ma che lei, insieme a Frank, ha visto. Poi le mostra un altro filmato di guerra, dove San Francisco è rasa al suolo da un'atomica, e la pressa affinché riconosca le persone nel filmato. L'uomo svela ad una sconcertata Juliana che le pellicole mostrano una serie di realtà alternative, ma che quelle in cui l'Asse ha vinto la guerra si concludono tutte nello stesso modo: la distruzione atomica di San Francisco. Un'unica pellicola fa eccezione: quella in cui l'uomo giustiziato accanto a Frank indossa una divisa nazista. È di importanza cruciale capirne l'identità per salvare il mondo. Nel frattempo il generale Onoda rivela ad un esterrefatto Tagomi che l'impero giapponese vuole usare la capsula ritrovata in tasca dal ministro Shimada, contenente i piani di una bomba nucleare, contro i nazisti per un attacco preventivo. Frank, per cercare di rimuovere ogni dubbio sull'onestà di Ed, si rivolge a Childan per ottenere aiuto. Di ritorno, Juliana viene minacciata da Gary Connell, il leader della Resistenza sulla Costa Ovest, che prova ad ucciderla malgrado gli ordini ricevuti; la ragazza, rinchiusa del bagagliaio, riesce a liberarsi ed a gettarsi fuori vicino ad un checkpoint della Kempeitai, dove si scatena uno scontro a fuoco con i soldati giapponesi, durante il quale Karen viene uccisa e Juliana riesce a dileguarsi.

## La strada meno battuta
- Titolo originale: The Road Less Traveled
- Diretto da: Colin Bucksey
- Scritto da: Robert Williams

### Trama
Kido investiga sulla sparatoria al checkpoint e sospetta la presenza di Juliana. Frank decide di ricorrere ai servizi dell'avvocato Paul Kasoura, affiliato della malavita, per aiutare Ed e gli rivela di aver falsificato gli oggetti antichi che Childan gli aveva venduto. Ottiene, come risultato, di essere imprigionato assieme a Childan dalla yakuza. Frank offre al capo della yakuza, Okamura, di ripagarlo a patto che Ed lavori con lui a produrre nuovi falsi. Okamura costringe quindi Kido, che gli è debitore per avergli rivelato l'identità del cecchino, a liberare Ed, che era il capro espiatorio perfetto per l'attentato al principe ereditario. Smith ordina a Joe di recarsi a Berlino per visitare suo padre, il Reichminister Heusmann. Smith dice anche a Joe che probabilmente Juliana è morta. Ma Juliana è a San Francisco e tenta invano di convincere i suoi genitori a fuggire dalla città davanti alla minaccia atomica; in quel frangente scopre che l'uomo misterioso che ricorre nei cinegiornali di Abendsen è un tale George Dixon, miglior amico di suo padre e il vero padre di Trudy, sua sorella uccisa dai giapponesi. Successivamente Juliana sfugge alla Resistenza e chiede asilo all'ambasciata nazista.

## Viaggiatori
- Titolo originale: Travelers
- Diretto da: Daniel Sackheim
- Scritto da: Erik Oleson

### Trama
Il dottore va a casa di Smith per ricordargli che deve uccidere il figlio, altrimenti dovrà farlo lui stesso l'indomani.
Frank, dopo aver parlato con Ed su dove possa essere Juliana, va da Childan per mettersi d'accordo su quale cimelio falsificare per la yakuza.
Poi va da Lem e Gary, che gli mostrano una foto di Juliana che si arrende ai nazisti.
Lei intanto, giunta a New York, viene minuziosamente controllata dai medici, interrogata e costretta a scrivere tutto quello che ha fatto nelle ultime settimane. Viene poi presa in consegna da Smith e dalla moglie e portata in un dormitorio femminile.
Joe Blake, dopo aver incontrato il padre, viene invitato ad un ricevimento per la sera, ma ben presto capisce di non sentirsi a suo agio e se ne va, dicendo quel che pensa al padre.
Smith, prima di uccidere il figlio Thomas lo porta in gita al lago e viene a sapere che il ragazzo è innamorato. Al ritorno a casa usa la siringa col veleno per uccidere il dottore.
Tagomi, dopo aver cercato invano di opporsi ad un ordine che avrebbe portato alla morte di numerosi americani, si mette a meditare nel suo ufficio e dopo poco sparisce dalla stanza.

## Escalation
- Titolo originale: Escalation
- Diretto da: David Petrarca
- Scritto da: Wesley Strick

### Trama
Juliana adatta la sua vita alle esigenze del Terzo Reich, facendosi istruire dalla moglie di Smith, Helen e dal figlio Thomas. Mentre Juliana cerca il vecchio appartamento dove viveva Dixon, viene scoperta ed inseguita da due agenti sconosciuti e rimane quasi uccisa nel tentativo di fuggire. Intanto il generale Onoda ha ordinato alla Kempetai di uccidere diversi civili come rappresaglia per l'uccisione dei soldati giapponesi da parte della Resistenza. Infuriato, Frank incomincia a trascurare l'impegno preso nei confronti della Yakuza e accetta il rischioso compito di appropriarsi di alcuni materiali da una bomba inesplosa, tra lo sgomento di Ed. Durante questo incarico Frank si invaghisce di Sarah. Smith rivela alla moglie Helen di avere ucciso il dottor Adler per mantenere segreta la malattia del figlio. Kido fa ubriacare il generale Onoda e lo inganna per fargli approvare un ordine sconosciuto. Dopo essere sfuggita ai suoi inseguitori, Juliana viene contattata da Dixon. Alla fine dell'episodio Tagomi viaggia in una realtà alternativa dove vede ancora una volta sua moglie viva.

## Rannicchiarsi e coprirsi
- Titolo originale: Duck and Cover
- Diretto da: John Fawcett
- Scritto da: Erik Oleson e Rick Cleveland

### Trama
Dixon si rivela essere un leader della Resistenza e si incontra con Juliana. La ragazza gli dice che potrebbe essere in qualche modo coinvolto nel possibile bombardamento di San Francisco, come è apparso più volte nei film. Dixon costringe Juliana a spiare Smith e la sua famiglia per riscattare il suo tradimento quando ha permesso a Joe di fuggire col film. Joe è arrabbiato quando suo padre lo porta nel suo luogo di nascita e rivela che è uno dei Lebensborn, un esperimento per perfezionare la purezza razziale. Tuttavia, accetta l'offerta di suo padre di rimanere a Berlino per qualche altro giorno. Kido tenta di usare l'approvazione di Onoda per estradare Juliana dagli stati nazisti, ma fallisce e rivela a Smith il vero motivo della sua visita. Frank viene ulteriormente coinvolto con la Resistenza e viene rivelato che Ed è sotto il controllo dei Kempeitai per riferire sulle attività di contraffazione della Yakuza. Lem aiuta Abendsen a trasferirsi in una nuova posizione perché la posizione dell'Alto Castello potrebbe essere stata compromessa. Abendsen distrugge la maggior parte dei film prima di partire, portandone con se solo una parte più significativa. Tagomi si rivela all'alternativa moglie Michiko e al figlio Noriyuke, ma scopre che i suoi rapporti familiari in questa realtà sono in crisi. In questa dimensione, Juliana è sua nuora.

## Kintsugi
- Titolo originale: Kintsugi
- Diretto da: Paul Holahan
- Scritto da: Francesca Gardiner

### Trama
Juliana inizia a socializzare con il Ladies Committee, come previsto, e ottiene il sostegno di uno dei suoi membri, Lucy. Helen scopre che Thomas è stato selezionato dal gruppo Gioventù hitleriana per una spedizione in Sud America. Proibisce a suo figlio di andare fino a quando non scopre che Smith ha organizzato la scomparsa del figlio dalla società mettendo in scena un falso rapimento e vivendo una vita di anonimato. Joe inizia ad avvicinarsi a Nicole, che si rivela una delle Lebensborn e lo porta a incontrare alcuni degli altri. Dopo aver trascorso la notte con Nicole, Joe inizia ad adattarsi alla vita berlinese. Tagomi tenta di aggiustare la relazione del suo sé alternativo con la sua famiglia, ed è sgomento per il fatto che Noriyuke abbia rinunciato alla cultura giapponese. Kido viene informato dal suo braccio destro, Yoshida, che hanno trovato Abendsen.

## La terra dei sorrisi
- Titolo originale: Land O' Smiles
- Diretto da: Karyn Kusama
- Scritto da: Rob Williams

### Trama
Ed e Childan vanno da Okamura per ripagare il loro debito con la vendita della falsificazione di Frank ma sono rinchiusi in un magazzino quando Kido ei suoi uomini visitano Okamura senza preavviso. Kido spara a Okamura e ai suoi uomini, poiché ha dedotto che lo Yakuza lavorava con i nazisti. Yoshida scopre Ed e Childan ma li lascia andare. Frank ha il compito di piazzare una bomba nel porto, dove il generale Onoda è in visita. Tuttavia, Frank interrompe la missione quando scopre che i giapponesi stanno costruendo segretamente una bomba nucleare. Informa la resistenza delle sue scoperte. Al funerale di Adler, Smith è allarmato quando la moglie di Adler, Alice, solleva il sospetto sull'improvvisa morte del marito e suggerisce di eseguire un'autopsia. Anche Juliana partecipa al funerale e copre Thomas quando ha un breve mancamento, promettendo a Helen di non rivelare le condizioni di Thomas. Himmler informa Smith che Hitler ha subito un collasso.

## Lingue lunghe
- Titolo originale: Loose Lips
- Diretto da: Alex Zakrzewski
- Scritto da: Rick Cleveland

### Trama
Smith interroga Juliana nel suo appartamento sul film di Joe e viene a sapere dell'imminente distruzione di San Francisco. Lucy dice a Juliana di sapere che le riprese apparentemente dal vivo di Hitler sono in realtà immagini d'archivio, perché suo marito ha gestito la trasmissione televisiva. Juliana condivide con Dixon la sua convinzione che Hitler potrebbe essere morto. La Resistenza decide che è tempo di organizzare una rivolta. Juliana è preoccupata di aver causato la catastrofe nucleare che ha cercato di prevenire. Heusmann è nominato Cancelliere sostituto; Joe decide di sostenere suo padre. Frank apprende da Arnold che Juliana li ha avvertiti di lasciare San Francisco e non li ha traditi. Infuriato, affronta Gary, ma la Resistenza è determinata ad andare avanti con la rivolta. Armati delle conoscenze di Juliana e Kido, Smith induce in errore un Heydrich imprigionato nel pensare che Germania e Giappone siano già in guerra, il che porta Heydrich a confermare ciò che Smith sospettava: Heusmann è a capo della cospirazione. Dopodiché Smith uccide il detenuto. Hitler muore. Ora è responsabile il nuovo cancelliere, Heusmann.

## Deflagrazione
- Titolo originale: Detonation
- Diretto da: Chris Long
- Scritto da: Wesley Strick

### Trama
Tagomi guarda un film con la sua famiglia alternativa sulla recente detonazione di prova di una bomba all'idrogeno nell'atollo di Bikini. Deciso finalmente a fermare la guerra tra Giappone e nazisti, Tagomi prende il film e torna alla sua realtà. Thomas confida a Juliana delle sue condizioni, mentre la loro conversazione viene segretamente registrata. Smith in seguito viene a conoscenza del nastro e lo prende per proteggere il segreto di Thomas. In un discorso televisivo, Heusmann accusa il Giappone per la morte di Hitler per avvelenamento e promette ritorsioni. Frank decide di aiutare la Resistenza ad assassinare Onoda usando le loro bombe fatte in casa. Prima dell'operazione, convince Ed e Childan a lasciare San Francisco. Frank e Sarah mettono un'autobomba nel garage sotterraneo del Kempeitai. Impostano il timer della bomba e tentano di lasciare l'edificio, ma vengono individuati da Kido e scoppia una sparatoria. Proprio quando arriva Tagomi, la bomba esplode, uccidendo il generale Onoda e il suo staff e facendo crollare gran parte dell'edificio. Kido sopravvive, mentre i destini di Frank e Sarah non sono mostrati.

## Ricadute
- Titolo originale: Fallout
- Diretto da: Daniel Percival
- Scritto da: Erik Oleson

### Trama
L'episodio inizia con il ricordo della deflagrazione della bomba nazista su Washington, davanti agli occhi di Helen e John Smith , quest'ultimo allora nell'esercito americano. Tagomi e Kido, quest'ultimo sopravvissuto all'attentato, affrontano le conseguenze della distruzione del quartier generale del Kempeitai. Successivamente, Kido fugge a New York e proietta il film (proveniente da una Terra alternativa, in cui viene filmato il test degli americani nell'arcipelago delle Isole Marshall) per Smith, spacciando il film stesso come la prova che i giapponesi sono in possesso della bomba all'idrogeno, molto più potente delle bombe atomiche "tradizionali" in possesso del Terzo Reich. La resistenza tenta di vendicare la morte di Karen uccidendo Juliana, ma lei scappa. Quindi si confronta e uccide Dixon, che stava minacciando d'incastrare Smith, trasmettendo il nastro della sua conversazione con Thomas. Smith viaggia a Berlino con il film per convincere i suoi superiori nazisti a non attaccare il Giappone per evitare ritorsioni nucleari. Smith incontra privatamente Himmler per provare che Heusmann è un traditore. Dopo aver arrestato Heusmann e Joe, Himmler si rivolge al pubblico mondiale nella Volkshalle, assumendo il controllo del Reich. Loda pubblicamente Smith per il suo servizio. Il riconoscimento che Smith riceve ispira Thomas a consegnarsi al dipartimento di sanità pubblica per essere eliminato. Dopo aver viaggiato nella Zona Neutrale, Juliana apprende da Abendsen che la speranza è sempre viva, come pure sua sorella. Alla fine Lem consegna i restanti film di Abendsen a Tagomi.